# Erucastrum littoreum
Erucastrum littoreum là một loài thực vật có hoa trong họ Cải. Loài này được (Pau & Font Quer) Maire mô tả khoa học đầu tiên năm 1929.